# Cornelis Engebrechtsz.
Cornelis Engebrechtsz., též Cornelis Engelbrechtsz. (* kolem 1462, Leiden – 1527, Leiden) je považován za prvního významného malíře doloženého písemně v Leidenu. Byl učitelem několika tamních malířů, z nichž nejvýznamnější byl Lucas van Leyden. Je řazen k malířům Severské renesance.

## Život
Cornelis Engebrechtsz. se narodil v Leidenu mezi lety 1460–1465 (Mander uvádí až 1468, ale to neodpovídá jeho věku v době sňatku) a od roku 1497 žil v Leidenu nepřetržitě až do své smrti. Poprvé je v dokumentech uváděn jako malíř roku 1482, kdy prodal své dílo klášteru Sint Hieronymusdal-klooster v Oegstgeest poblíž Leidenu. Je možné, že se předtím vyškolil přímo v tomto klášteře, nebo v Bruselu či v Antverpách. Kolem roku 1487 se oženil s Elysbethou Pietersdr. Měli šest dětí, z toho tři syny, kteří se rovněž stali malíři. Byl členem Leidenské lukostřelecké milice v letech 1499 až 1506, lukostřelecké milice v letech 1515 a 1522 a kolem roku 1520 jejím kapitánem. Roku 1527 je jeho žena uváděna již jako vdova. Během života nabyl značného jmění, jak dosvědčují dědické spory po jeho smrti.
V jeho dílně se vyučili Lucas van Leyden, Aertgen van Leyden a Cornelisovi synové Cornelis Cornelisz. (1493–1544), Lucas Cornelisz. de Cock (1495–1552) a Pieter Cornelisz. Kunst.

## Dílo
Obrazy Cornelise Engelbrechtz. se vyznačují monumentalitou a množstvím malých štíhlých figur znázorněných ve výrazném kontrapostu. Dával přednost živým barvám a užíval několik vrstev lesklých glazur. Jeho portréty jsou založeny na studiu specifických rysů portrétované osoby. Zvláštní pozornost vyvolává jeho dokonalá malba zlatem protkávaných brokátových oděvů, které byly na sever Evropy dodávány z Itálie.
Maloval především biblická témata, jako je triptych Oplakávání Krista a triptych Ukřižování, oba pro klášter Mariënpoel v Leidenu. Obdržel také zakázky od městské rady v Leidenu. Engebrechtsz. provozoval velkou dílnu, kde spolu se svými syny a dalšími tovaryši produkoval obrazy s náboženskými tématy. Pozdější Cornelisovy práce se pod vlivem jeho synů posunuly směrem k Antverpskému manýrismu. Tento vliv je patrný zejména u dvou triptychů, které unikly obrazoborecké vlně roku 1572 a jsou uchovávané v Rijksmuseu v Amsterdamu.

### Dochovaná díla (výběr)
- Oltář s Oplakáváním Krista (1508–1510), Museum De Lakenhal, Leiden
- Oltář s Ukřižováním (1510–1520), Museum De Lakenhal, Leiden
- Kristova druhá návštěva v domě Marie a Marty (1515–1520), Rijksmuseum
- Triptych s Ukřižováním (kolem 1520, dílna), Národní galerie v Praze

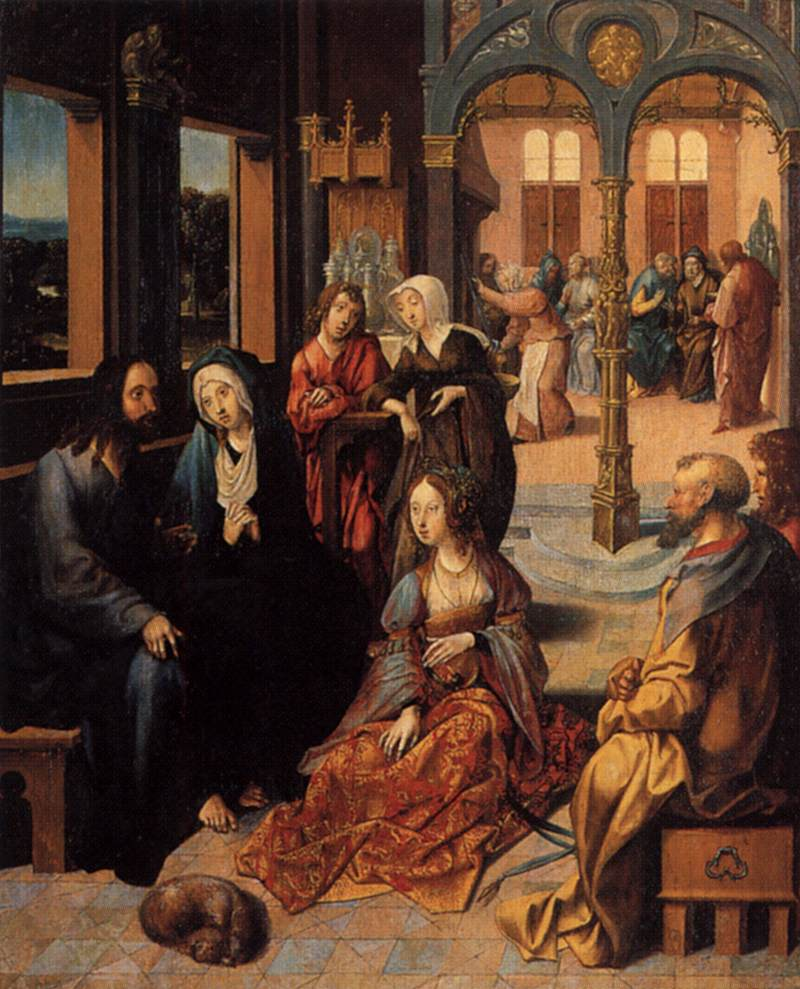
Kristova druhá návštěva v domě Marie a Marty (1515–1520)
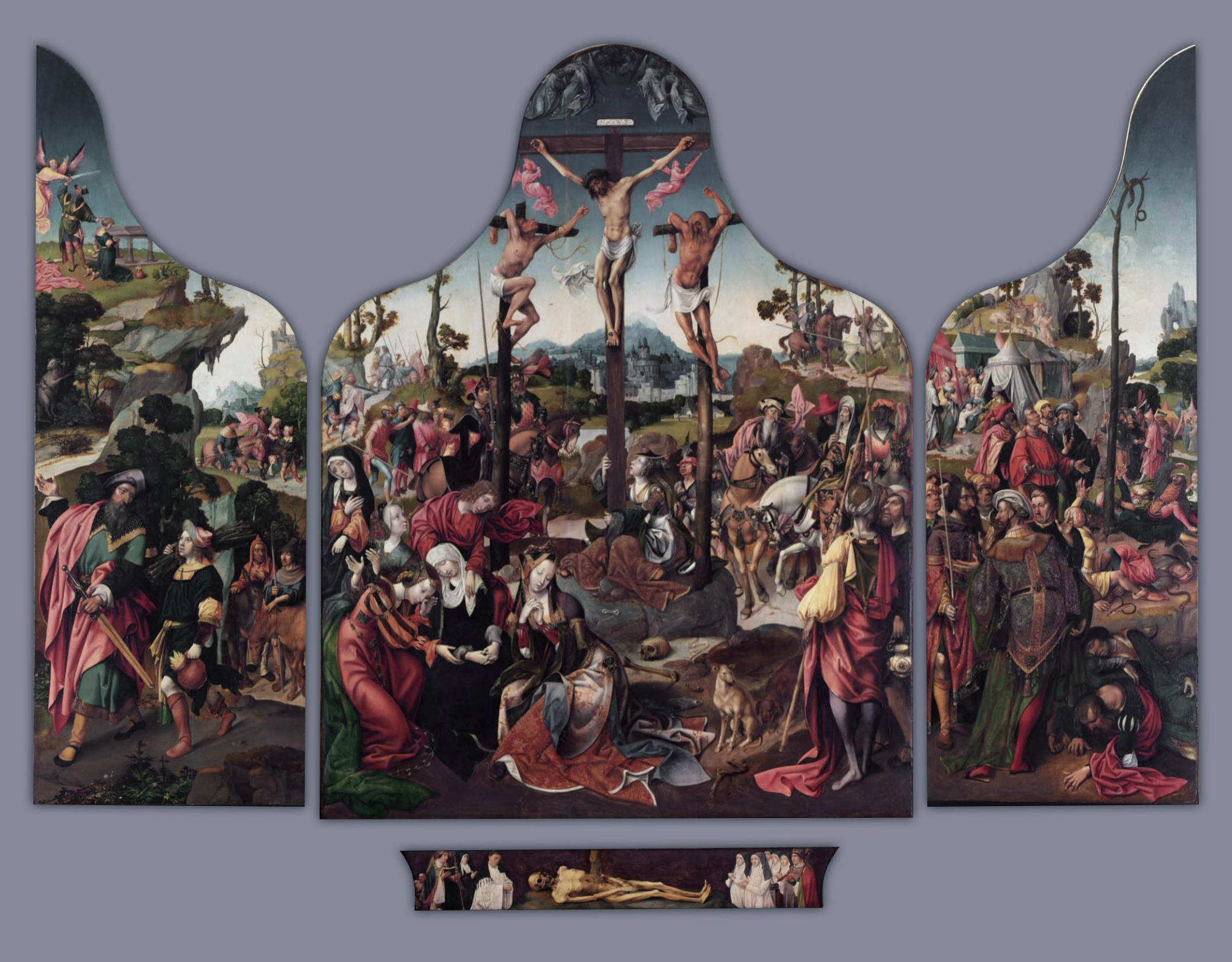
Triptych s Ukřižováním, Museum De Lakenhal, Leiden
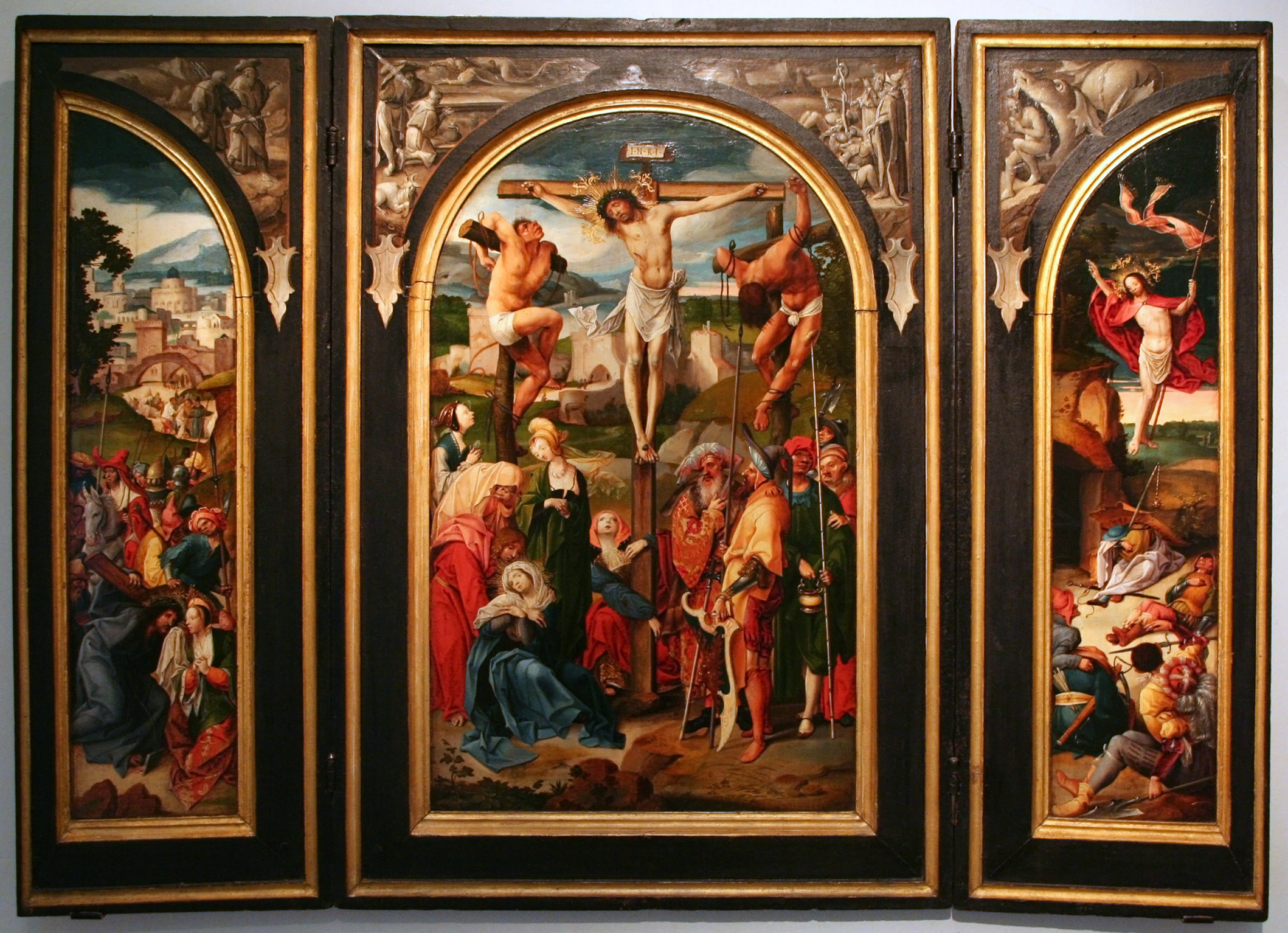
Triptych s Ukřižováním (kolem 1520, dílna), Národní galerie v Praze
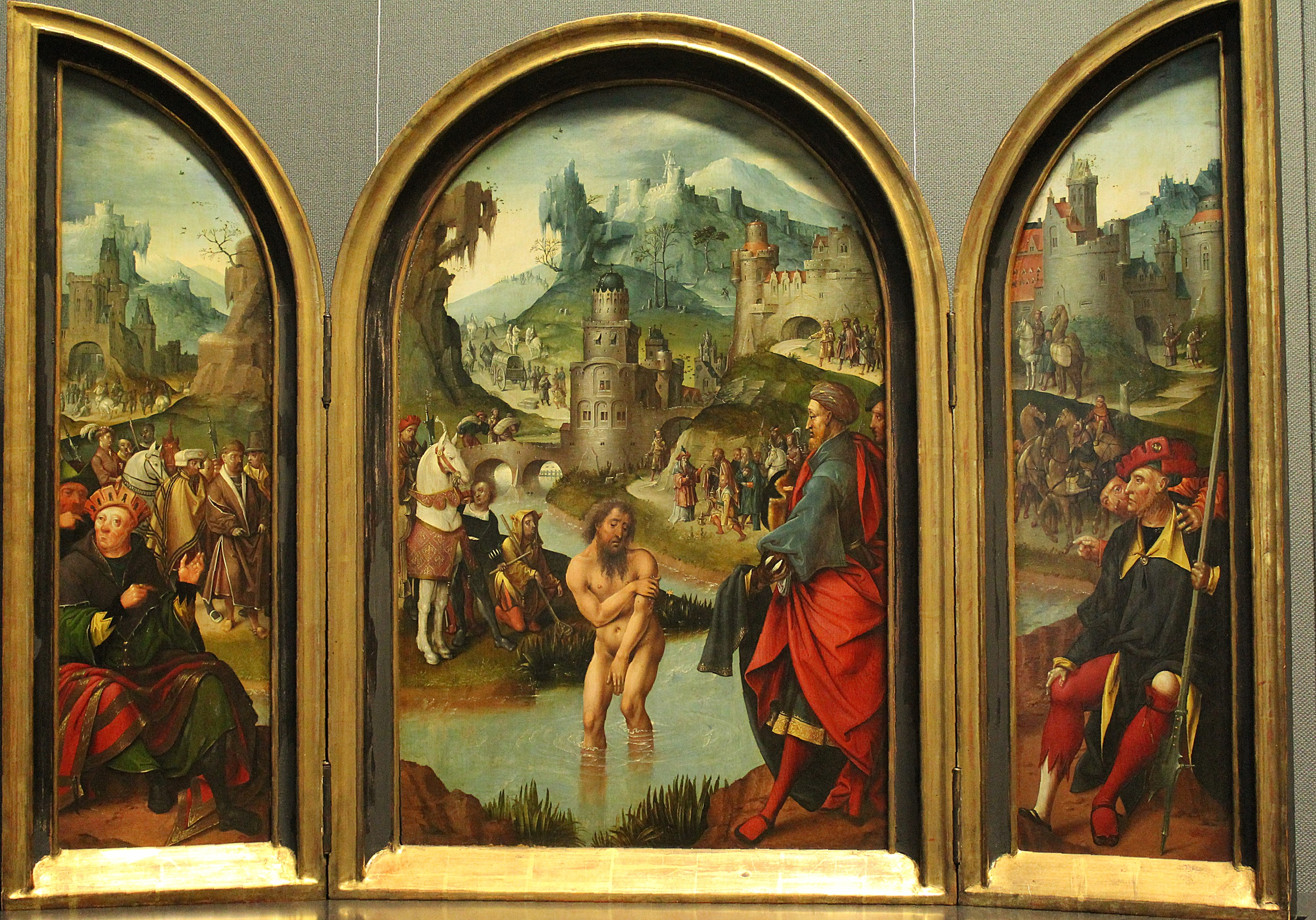
Křídlový oltář, Kunsthistorisches Museum Wien
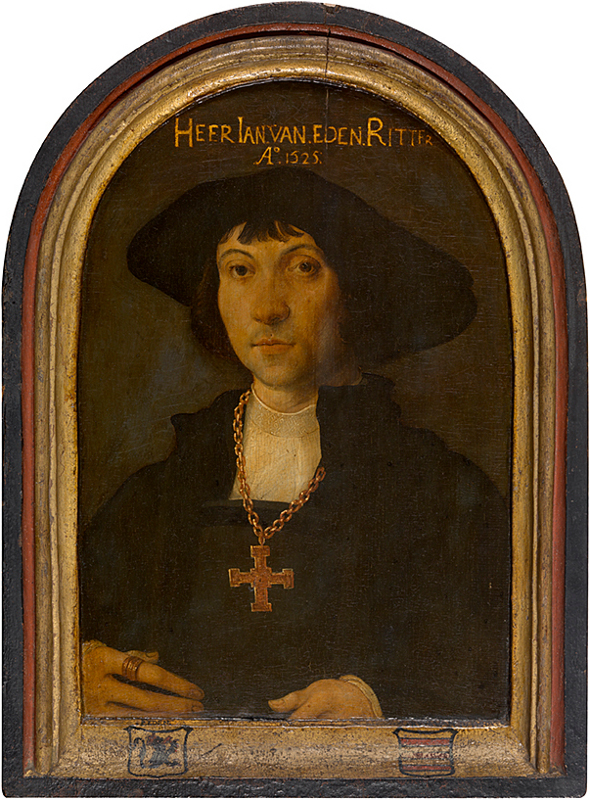
Portrét rytíře Jana van Edena

### Zastoupení ve sbírkách
- Stedelijk Museum De Lakenhal, Leiden
- Rijksmuseum Amsterdam
- Kunsthistorisches Museum, Vídeň
- J. Paul Getty Museum, Los Angeles
- Metropolitan Museum of Art, New York
- Národní galerie v Praze